# 7842 Ishitsuka
7842 Ishitsuka eller 1994 XQ är en asteroid i huvudbältet som upptäcktes den 1 december 1994 av de båda japanska astronomerna Kazuro Watanabe och Kin Endate vid Kitami-observatoriet. Den är uppkallad efter Mutsumi Ishitsuka.
Asteroiden har en diameter på ungefär 4 kilometer.